# Горка (Терменгский сельсовет)
Горка — деревня в Верховажском районе Вологодской области.

Входит в состав Нижне-Важского сельского поселения (до 2015 года входила в Терменгское сельское поселение), с точки зрения административно-территориального деления — в Терменгский сельсовет.
Расстояние по автодороге до районного центра Верховажья — 6,7 км, до деревни Куколовской — 5,4 км. Ближайшие населённые пункты — Фроловская, Клыково, Филинская.
По переписи 2002 года население — 16 человек.